# مات فونغ
مات فونغ هو سياسي أمريكي، ولد في 20 نوفمبر 1953 في ألاميدا في الولايات المتحدة، وتوفي في 1 يونيو 2011 في باسادينا في الولايات المتحدة بسبب سرطان الجلد. نشط حزبياً في الحزب الجمهوري. وقد انتخب California State Treasurer ‏.